# Controlador lògic programable

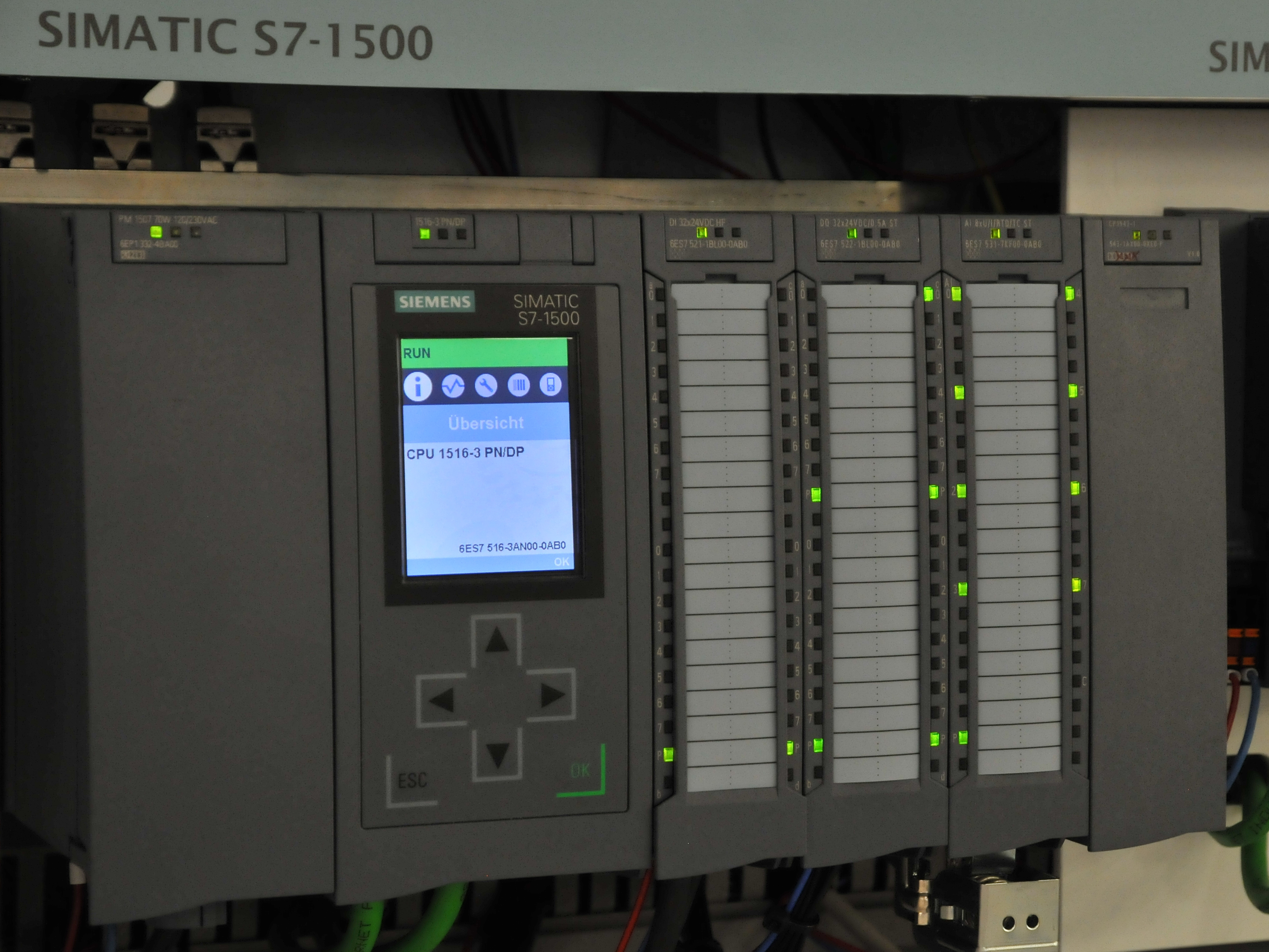
Un autòmat programable S7-1500 del fabricant Siemens.

Un controlador lògic programable, autòmat programable o PLC, de l'anglès programmable logic controller, és un tipus d'ordinador capaç de funcionar a temps real en un medi industrial per dur a terme processos automàtics seqüencials.
Un PLC és un dispositiu electrònic que es pot programar per l'usuari. Creat per controlar màquines, processos lògics i secundaris. Aquest dispositiu utilitza un programa lògic i pot realitzar diferents funcions -entre d'altres- com per exemple, recollir dades a través de les fonts d'entrada tant analògiques com digitals, fer càlculs matemàtics, prendre decisions a partir dels criteris preprogramats i actuar sobre dispositius externs enviant senyals analògics o digitals.
És bàsicament com un ordinador, però dissenyat - tant pel que fa al maquinari com al programari- per controlar màquines i processos de fabricació. És per això que disposa de perifèrics especialitzats com els mòduls d'entrada per manejar els senyals procedents dels sensors de la màquina o del procés, com polsadors, detectors de proximitat o de pressió; els mòduls de sortida per controlar els actuadors de la màquina, com indicadors, motors o calefactors; i els panells d'operador de màquina, que fan d'interfície entre la màquina o el procés i l'operari, presentant informació sobre l'estat del procés i permetent actuar sobre aquest, establint i modificant diferents paràmetres, com els temps, les temperatures, les velocitats, les pressions, etc.
L'autòmat programable industrial o PLC es dissenya físicament per suportar les difícils condicions de l'entorn industrial, com són les vibracions i les interferències electromagnètiques, proveint-lo d'ancoratges, blindatges, etc. No és habitual que tinguin disc dur mecànic, sinó que aquest se substitueix per xips de memòria no volàtil de diferents tecnologies, com Flash - EEPROM. Pel que fa al programari, el sistema operatiu ha de ser un RTOS (Real Time Operative System, o sistema operatiu de temps real), capaç de donar resposta en temps real, de manera que el PLC pugui calcular en un temps molt curt la resposta de la màquina a un determinat canvi en les seves entrades, per la qual cosa es poden fer servir sistemes operatius especialment dissenyats o amb extensions especials, com combinacions de GNU/Linux amb les extensions de temps real RTAI o RTLinux, que són microkernels entre el maquinari i kernel del sistema operatiu GNU/Linux, que permeten donar resposta en temps real als processos que ho requereixin.
Per introduir, veure i modificar el programari de control de procés o de la màquina a controlar, s'utilitzen diversos llenguatges de programació, tant gràfics d'alt nivell com LD (Ladder Diagram, o diagrama de contactes, que utilitza una representació gràfica que recorda un esquema elèctric) i SFC (Sequential Function Chart, també conegut com a GRAFCET, o gràfic de control d'etapes i transicions), com textuals com STL (inSTructions List, o llista d'instruccions). La norma CEI 61131-3, de la Comissió Electrotècnica Internacional, és l'estàndard de referència pel que fa a aquests llenguatges.

## Utilització
Com el seu mateix nom indica, s'ha dissenyat per programar i controlar processos seqüencials en temps real. En general, és possible trobar aquest tipus d'equips en ambients industrials.
Els PLC serveixen per realitzar automatismes; es pot ingressar un programa al seu disc d'emmagatzemament i, amb un microprocessador integrat, corre el programa, s'ha de saber que hi ha infinitats de tipus de PLC. Els quals tenen diferents propietats, que ajuden a facilitar certes tasques per a les quals se'ls dissenyen. Perquè un PLC aconsegueixi complir amb la seva funció de controlar, cal programar-lo amb certa informació sobre els processos que es vol seqüenciar. Aquesta informació és rebuda per captadors que, gràcies al programa lògic intern, aconsegueixen implementar-la a través dels accionadors de la instal·lació. És possible trobar un PLC a totes aquelles maquinàries que necessiten controlar processos seqüencials, així com en aquelles que realitzen maniobres d'instal·lació, senyalització i control. Tant podem trobar PLCs a la indústria del plàstic, com del metall, com controlant una cruïlla de semàfors.

## Funcions d'un PLC
Dins de les funcions que un PLC pot complir es troben operacions com les de detecció i de comandament, en les quals s'elaboren i envien dades d'acció als preaccionadors i accionadors. A més, compleixen la important funció de programació, podent introduir, crear i modificar les aplicacions del programa.
Dins dels avantatges que aquests equips tenen es troba que, gràcies a ells, és possible estalviar temps en l'elaboració de projectes, podent fer modificacions sense costs addicionals. D'altra banda, són de mida reduïda i manteniment de baix cost. A més, permeten estalviar diners a mà d'obra i la possibilitat de controlar més d'una màquina amb el mateix equip. Tanmateix, i com succeeix en tots els casos, els controladors lògics programables, o PLC's, presenten certs desavantatges com és la necessitat de comptar amb tècnics qualificats i ensenyats específicament per ocupar-se del seu bon funcionament.

## Actualment
Avui dia, els PLC no només controlen la lògica de funcionament de màquines, plantes i processos industrials, sinó que també poden realitzar operacions aritmètiques i controlar senyals analògics per realitzar estratègies de control, tals com controladors proporcionals integrals derivatius (PID). Els PLC actuals poden comunicar-se amb altres controladors i computadores en xarxes d'àrea local, i són una part fonamental dels moderns sistemes de control distribuïts.

## PLC en comparació amb altres sistemes de control
PLCs estan ben adaptats a una sèrie de tasques d'automatització. Es tracta de processos de fabricació industrial en general, on el cost de desenvolupar i mantenir el sistema d'automatització és alt en relació al cost total de l'automatització, i on els canvis en el sistema seria d'esperar durant la seva vida útil. PLCs contenen dispositius d'entrada i de sortida compatible amb els dispositius pilot industrials i els controls, que necessiten un disseny elèctric, i els centres de disseny de problema en expressar la seqüència desitjada de les operacions. Aplicacions de PLC són típicament sistemes altament personalitzats perquè el cost d'un paquet de PLC és baix comparat amb el cost d'un encàrrec específic de construcció de disseny del controlador. D'altra banda, en el cas dels béns produïts en massa, els sistemes de control personalitzat són econòmics a causa del menor cost dels components, que poden ser escollits de manera òptima en lloc d'un "genèric" de solució, i on els càrrecs no recurrents d'enginyeria són repartits en milers o milions d'unitats.
Per al volum alt o per a les simples tasques d'automatització fixa, s'utilitzen diferents tècniques. Per exemple, un rentavaixella dels consumidors seria controlat per un temporitzador CAM electromecànic, que costa només uns pocs dòlars en quantitats de producció.
Un microcontrolador basat en el disseny seria apropiat on es produeixen centenars o milers d'unitats, i pel que el cost de desenvolupament (disseny de fonts d'alimentació, entrada / sortida de maquinari i les proves necessàries i certificació) es pot estendre sobre les vendes de molts, i on l'objectiu-usuari no tindria necessitat d'alterar el control. Un exemple serien les aplicacions automotrius, milions d'unitats es construeixen cada any, i al final molt pocs usuaris modifiquen la programació d'aquests controladors. Altra banda, els vehicles especials com els autobusos de trànsit econòmicament en lloc d'utilitzar els PLC de disseny personalitzat de control, perquè els volums són baixos i el cost de desenvolupament seria poc rendible.
Control de processos molt complexos, com ara els utilitzats en la indústria química, poden requerir algoritmes i desenvolupament més enllà de la capacitat dels PLC, fins i tot d'alt rendiment. Molt alta velocitat o precisió dels controls també poden exigir solucions a la mesura, per exemple, controls de vol de l'avió.
Autòmats programables són àmpliament utilitzats en el control de moviment, control de posicionament i control de la torsió. Alguns fabricants produeixen unitats de control de moviment a ser integrat amb PLC perquè G-code (que implica una màquina CNC) pot ser usat per instruir els moviments de la màquina.
PLC poden incloure lògica per a una sola variable analògica bucle de control de retroalimentació, un "proporcional, integral, derivat" o "controlador PID". Un bucle PID podria ser usat per controlar la temperatura d'un procés de fabricació, per exemple. Històricament, els PLC se solen configurar amb només uns pocs bucles de control analògic, on els processos requereixen centenars o milers de bucles, un sistema de control distribuït (DCS), enlloc es pot utilitzar. Com que els PLC s'han tornat més poderosos, la frontera entre el DCS i aplicacions de PLC s'ha tornat menys clara.
PLC tenen una funcionalitat similar a les Unitats Terminals Remotes. Una RTU, però, generalment no és compatible amb els algoritmes de control o els bucles de control UTR, ja que el maquinari es torna ràpidament més potent i més barat, PLC i DCS, cada vegada més, comencen a la superposició de responsabilitats, i molts venedors venen RTU amb PLC, ja que tenen característiques similars, i a la inversa. La indústria s'ha estandarditzat en l'idioma IEC 61131-3 de blocs funcionals per a la creació de programes que s'executen en RTU i els PLC, encara que gairebé tots els venedors també ofereixen alternatives propietàries i entorns de desenvolupament associats.

## Història
Els PLC van ser desenvolupats, en resposta a les necessitats de l'automatització de la indústria automobilística nord-americana, per l'enginyer estatunidenc Dick Morley. Abans dels PLC, el control, la seqüenciació, i la lògica per la manufactura d'automòbils era realitzada utilitzant relés, comptadors i controladors dedicats. El procés per actualitzar aquestes instal·lacions en la indústria, any rere any, era molt car i consumia molt temps, i els sistemes basats en relés havien de ser recablats per electricistes especialitzats. El 1968 GM Hydramatic (la divisió de transmissions automàtiques de General Motors) va oferir un concurs per una proposta del reemplaçament electrònic dels sistemes cablejats.
La proposta guanyadora va venir de Bedford Associates de Boston, Massachusetts. El primer PLC va ser el 084, anomenat així perquè va ser el projecte vuitanta-quatre de Bedford Associates. Bedford Associates va crear una nova companyia dedicada al desenvolupament, manufactura, venda i servei per aquest nou producte: Modicon (MOdular DIgital CONtroller o Controlador Digital Modular). Una de les persones que va treballar en aquest projecte fou Dick Morley, el que és considerat com a "pare" del PLC. La marca Modicon fou venuda el 1977 a Gould Electronics, i posteriorment adquirida per la companyia alemanya AEG, i més tard per Schneider Electric, l'actual propietari.
Un dels primers models 084 que es van construir es troba mostrat a la seu de Modicon al Nord d'Andover, Massachusetts. Fou regalat a Modicon per GM, quan la unitat fou retirada rere quasi vint anys de servei ininterromput.
La indústria automotriu és encara una de les més grans usuàries de PLC, i Modicon encara numera alguns dels seus models de controladors amb la terminació vuitanta-quatre. Els PLC són utilitzats en diferents indústries i màquines com ara màquines d'empaquetatge i de semiconductors. Algunes marques amb alt prestigi són ABB Ltd., Koyo, Honeywell, Siemens, Trend Controls, Schneider Electric, Omron, Rockwell (Allen-Bradley), General Electric, fraz max, Tesco Controls, Panasonic (Matsushita), Mitsubishi e Isi Matrix machines. També existeix un rang de PLCs fabricats per aplicacions en automotors, embarcacions, ambulàncies i sistemes mòbils per al mercat internacional de SCM International, Inc.
Als anys 90 es va veure una gradual reducció en la introducció de nous protocols, i en la modernització de les capes físiques d'algun dels protocols més populars que van sobreviure als 80. L'últim estàndard (IEC-1131-3) ha intentat unificar els llenguatges de programació dels PLC sota un únic estàndard internacional. Actualment hi ha PLC's que són programables en diagrames de blocs de funcions, llista d'instruccions, "C++" i text estructurat, LADDER i GRAFCET simultàniament.

## Característiques del PLC

### Interfície d'usuari
És possible que el PLC hagi d'interaccionar amb persones per la configuració, informes d'alarma o per un control diari.
La Interfície Home-Màquina (HMI) és usada per a aquest propòsit. Als HMI
també se'ls coneix com a MMI (Man Machine Interface -interfície home màquina-) i GUIs (interfícies gràfiques d'usuari).
Un sistema senzill pot utilitzar botons i llums indicadors per tal d'interaccionar amb l'usuari. Les pantalles tàctils o missatges de text també són una opció de comunicació. Sistemes més complexos utilitzen un programari de programació, control i monitoratge instal·lat en un equip (ordinador), amb el PLC connectat a través d'una interfície de comunicació.

### Capacitats E / S als PLC modulars
Els PLC modulars tenen un limitat nombre de connexions per a l'entrada i la sortida. Normalment, hi ha disponibles ampliacions si el model base no té prou ports E / S.
Els PLC amb forma de rack tenen mòduls amb processadors i amb mòduls d'E / S separats i opcionals, que poden arribar a ocupar diversos racks. Sovint hi ha milers d'entrades i sortides, tant analògiques com digitals. A vegades, es fa servir un port sèrie especial d'E / S que es fa servir perquè alguns racks puguin estar col·locats a llarga distància del processador, reduint el cost de cables en grans empreses. Algun dels PLC actuals poden comunicar-se mitjançant un ampli tipus de comunicacions incloses RS-485, Coaxial, i fins i tot Ethernet per al control de les entrades sortides amb xarxes a velocitats de 100 Mbps.
Els PLC usats en grans sistemes d'E / S tenen comunicacions P2P entre els processadors. Això permet separar parts d'un procés complex per tenir controls individuals mentre es permeti als subsistemes comunicar-se mitjançant links. Aquests enllaços són usats sovint per dispositius d'Interfície d'usuari (HMI) com keypads pels centres de treball basats en ordinadors personals.
La mitjana d'entrades d'un PLC és 3 vegades el de sortides, tant en analògic com en digital. Les entrades "extra" venen de la necessitat de tenir mètodes redundants per controlar correctament els dispositius, i de necessitar sempre més controls d'entrada per a satisfer la realimentació dels dispositius connectats.

#### Senyals Analògics i senyals Digitals
Els senyals digitals o discrets, com els interruptors, són simplement un senyal d'On/Off (1 o 0, Vertader o Fals, respectivament). Els botons i interruptors són exemples de dispositius que proporcionen un senyal discret. Els senyals discrets s'envien mitjançant la tensió o la intensitat, on un rang específic correspon a l'ON i un altre rang al OFF. Un PLC pot utilitzar 24 V de voltatge continu en E/S, on els valors superiors a 22 V representen un ON i els valors inferiors a 2 V representen un OFF. Inicialment els PLC només tenien E/S discretes
Els senyals analògics són com controls de volum, amb un rang de valors entre 0 i el límit de l'escala. Això és normalment interpretat amb valors enters per al PLC, amb diversos rangs de precisió, que depenen del dispositiu o del nombre de bits disponibles per a emmagatzemar les dades. Pressió, temperatura, flux i pes són normalment representats per senyals analògics. Els senyals analògics poden fer servir tensió o intensitat com a magnitud proporcional al valor del senyal que estem processant. Per exemple, una entrada de 4-20 mA o 0-10 V serà convertida en enters compresos entre 0-32767.
Les entrades d'intensitat són menys sensibles al soroll elèctric (com per exemple l'arrencada d'un motor elèctric) que les entrades de tensió.
Exemple:
Les necessitats d'una instal·lació que emmagatzema aigua en un dipòsit. L'aigua arriba al dipòsit des d'un altre sistema, i com a necessitat al nostre exemple, el sistema ha de controlar el nivell d'aigua del dipòsit.
Fent servir senyals digitals, el PLC té dues entrades digitals de dos interruptors del dipòsit (dipòsit ple o dipòsit buit). El PLC fa servir la sortida digital per obrir o tancar una vàlvula que controla el nivell del dipòsit.
Si els dos interruptors estan apagats o només el de "dipòsit buit" està encès, el PLC obrirà la vàlvula per deixar entrar aigua. Si només el de "dipòsit ple" està encès, la vàlvula es tanca. Si els dos interruptors estan encesos, significaria que alguna cosa va malament amb algun dels dos interruptors, perquè el dipòsit no pot estar ple i buit al mateix temps. L'ús de dos interruptors preveu situacions de pànic on qualsevol ús de l'aigua activa la bomba durant un petit espai de temps causant que el sistema es desgasti més ràpidament. Així també s'evita posar un altre PLC per controlar el nivell mitjà d'aigua.
Un sistema analògic podria fer servir una balança que pesi el dipòsit, i una vàlvula ajustable. El PLC podria fer servir un PID per controlar l'obertura de la vàlvula. La balança està connectada a una entrada analògica i la vàlvula a una sortida analògica. El sistema emplena el dipòsit ràpidament quan hi ha poca aigua. Si el nivell d'aigua baixa ràpidament, la vàlvula s'obre tot el que es pugui, si el cas és que el nivell de l'aigua està quasi al màxim nivell, la vàlvula estarà poc oberta perquè entri aigua lentament i no es passi d'aquest nivell.
Amb aquest disseny del sistema, la vàlvula pot desgastar-se molt ràpidament, per això, els tècnics ajusten uns valors que permetin que la vàlvula només s'obri en uns determinats valors i redueixi el seu ús.
Un sistema real podria combinar els dos dissenys, fent servir entrades digitals per controlar el buidatge i l'omplida total del dipòsit i el sensor de pes per poder optimitzar-los.

#### Programació
Els primers PLC, a la primera meitat dels 80, eren programats usant sistemes de programació propietaris o terminals de programació especialitzats, que sovint tenien tecles de funcions dedicades que representaven els elements lògics dels programes de PLC. Els programes eren guardats en cintes. Més recentment, els programes PLC són escrits en aplicacions especials en un ordinador, i després són descarregats directament amb un cable o una xarxa al PLC. Els PLC vells utilitzen una memòria no volàtil (magnetic core memory) però ara els programes són guardats en una RAM de bateria pròpia o en altres sistemes de memòria no volàtil com les memòries flash.
Els primers PLC van ser dissenyats per ser usats per electricistes que podien aprendre a programar els PLC en el treball. Aquests PLC eren programats amb "lògica d'escala" ("ladder logic"). Els PLC moderns poden ser programats de moltes formes, des de la lògica d'escala fins llenguatges de programació tradicionals com el BASIC o C. Un altre mètode és fer servir la Lògica d'Estats (State Logic), un llenguatge de programació d'alt nivell dissenyat per a programes PLC basant-se en els diagrames de transició d'estats.
Recentment, l'estàndard internacional IEC 61131-3 s'està tornant molt popular. IEC 61131-3 defineix cinc llenguatges de programació per als sistemes de control programables: FBD (Function block diagram), LD (Ladder diagram), ST (Structured text, similar al Llenguatge de programació Pascal), IL (Instruction list) i SFC (Sequential function chart).
Mentre que els conceptes fonamentals de la programació del PLC són comuns a tots els fabricants, les diferències en l'adreçament E / S, l'organització de la memòria i el conjunt d'instruccions fa que els programes dels PLC mai es puguin usar entre diversos fabricants. Fins i tot dins de la mateixa línia de productes d'un sol fabricant, diversos models poden no ser directament compatibles.
L'estructura bàsica de qualsevol autòmat programable és:
- Font d'alimentació: converteix la tensió de la xarxa, 110 o 220 V ac a baixa tensió de cc (24 V per exemple) que és la que s'utilitza com a tensió de treball en els circuits electrònics que forma l'autòmat.

- CPU: la Unitat Central de Processos és l'autèntic cervell del sistema. És l'encarregat de rebre ordres de l'operari a través de la consola de programació i el mòdul d'entrades. Després les processa per enviar respostes al mòdul de sortides.

- Mòdul d'entrades: aquí s'uneixen elèctricament els captadors (interruptors, finals de carrera ...). La informació que rep l'envia al CPU per ser processada segons la programació. Hi ha 2 tipus de captadors connectables al mòdul d'entrades: els passius i els actius.

- Mòdul de sortida: és l'encarregat d'activar i desactivar els actuadors (bobines de contactors, motors petits ...). La informació enviada per les entrades de la CPU, quan aquesta processada s'envia al mòdul de sortides per tal que aquestes siguin activades (també els actuadors que estan connectats a elles). Hi ha 3 mòduls de sortides segons el procés a controlar per l'autòmat: relés, triac i transistors.

- Terminal de programació: la terminal o consola de programació és el que permet comunicar a l'operari amb el sistema. Les seves funcions són la transferència i modificació de programes, la verificació de la programació i la informació del funcionament dels processos.

- Perifèrics: ells no intervenen directament en el funcionament de l'autòmat però sí que faciliten la tasca de l'operari.

Els coneixements previs imprescindibles alhora d'abordar la programació d'un plc són els següents:
-	Tenir clar la lògica de programació, saber quins són els límits d'un bit, decimal, hexadecimal, etc. I a més a més coneixement del software a utilitzar.

##### Diferents llenguatges de programació
Hi ha diferents llenguatges de programació definits per IEC 61131-3: 
- IL (Llista d'Instruccions), el llenguatge llista està molt a prop de llenguatge assemblador a treballar més a prop del processador mitjançant la unitat aritmètica lògica, els seus registres i acumuladors.

- ST (text estructurat), el llenguatge estructurat semblant al llenguatge C utilitzat per les computadores.

- LD (Ladder Diagram), el llenguatge d'escala (ladder en Anglès) s'assembla als esquemes elèctrics, pot convertir-se ràpidament un programa vell, perquè dels relés electromecànics, aquesta forma de programació permet una aproximació visual al problema (la més comuna en la indústria). També parla de la llengua de contacte o d'esquema per descriure els contactes llenguatge Ladder.
- FBD (Diagrama de blocs de funció), l'FBD es presenta en forma de diagrama: els següents blocs connectats entre si, realitzar operacions, simples o molt sofisticada.

En la programació d'un robot, es pot triar el programa en la SFC, molt a prop de la SFC. Darrere de cada acció s'associa a un programa escrit en IL, ST, LD o FBD.

#### Comunicacions
Les formes com els PLC que intercanvien dades amb altres dispositius són molt variades. Típicament un PLC pot tenir integrats ports de comunicacions serials que poden complir amb diferents estàndards d'acord amb el fabricant. Aquests ports poden ser dels següents tipus:
- RS-232
- RS-485
- RS-422
- Ethernet

Sobre aquests tipus de ports de maquinari, les comunicacions s'estableixen utilitzant algun tipus de protocol o llenguatge de comunicacions. En essència, un protocol de comunicacions defineix la manera com les dades són empaquetats per a la seva transmissió i com són codificats. D'aquests protocols els més coneguts són:
- Modbus
- Bus CAN
- Profibus
- DeviceNet
- ControlNet
- Ethernet I / P

Molts fabricants a més a més ofereixen diferents maneres de comunicar els seus PLC amb el món exterior mitjançant esquemes de maquinari i programari protegits per patents i lleis de dret d'autor.

### Capacitats I/S en els PLC modulars
Els PLC modulars tenen un limitat nombre de connexions per a l'entrada i la sortida. Normalment, hi ha disponibles ampliacions si el model bàsic no té suficients ports I/S.
Els PLC amb forma de rack tenen mòduls amb processadors i amb mòduls d'I/S separats i opcionals, que poden arribar a ocupar diversos racks. Sovint hi ha milers d'entrades i sortides, tant analògiques com digitals. A vegades, s'usa un port sèrie especial d'I/S que s'usa perquè alguns racks puguin estar col·locats a llarga distància del processador, reduint el cost de cables en grans empreses. Algun dels PLC actuals poden comunicar-se mitjançant un ampli tipus de comunicacions incloses RS-485, coaxial, i fins i tot Ethernet per al control de les entrades i sortides amb xarxes a velocitats de 100 Mbps.
Els PLC usats en grans sistemes d'I/S tenen comunicacions P2P entre els processadors. Això permet separar parts d'un procés complex per a tenir controls individuals mentre es permeti als subsistemes comunicar-se mitjançant links. Aquests links són usats sovint per dispositius d'Interfície d'usuari (HMI) com keypads o estacions de treball basats en ordinadors personals.
El nombre mitjà d'entrades d'un PLC és 3 vegades el de sortides, tant en analògic com en digital. Les entrades extres venen de la necessitat de tenir mètodes redundants per a controlar apropiadament els dispositius, i de necessitar sempre més controls d'entrada per a satisfer la realimentació dels dispositius connectats.

## Avantatges i inconvenients
No tots els autòmats ofereixen els mateixos avantatges sobre la lògica cablejada. Això és degut, principalment, a la varietat de models existents en el mercat i les innovacions tècniques que sorgeixen constantment.

### Avantatges
- Menor temps utilitzat en l'elaboració de projectes pel fet que:
- No és necessari dibuixar l'esquema de contactes.
- No és necessari simplificar les equacions lògiques, ja que, en general la capacitat d'emmagatzematge del mòdul de memòria és prou gran.
- La llista de materials queda sensiblement reduïda, i en elaborar el pressupost corresponent eliminarem part del problema que suposa comptar amb diferents proveïdors, diferents terminis d'entrega.
- Possibilitat d'introduir modificacions sense canviar el cablejat ni afegir aparells.
- Mínim espai d'ocupació.
- Menor cost de mà d'obra de la instal·lació.
- Economia de manteniment. A més d'augmentar la fiabilitat del sistema, en eliminar contactes mòbils, els mateixos autòmats poden indicar i detectar avaries.
- Possibilitat de governar diverses màquines amb un mateix autòmat.
- Menor temps per a la resposta en funcionament del procés en quedar reduït el temps de cablejat.
- Si per alguna raó la màquina queda fora de servei, l'autòmat segueix sent útil per a una altra màquina o sistema de producció.

### Inconvenients
- Com inconvenients podríem parlar, en primer lloc, del fet que fa falta un programador, cosa que obliga a ensenyar a un dels tècnics en l'àmbit, però avui dia aquest inconvenient està solucionat perquè les universitats ja s'encarreguen d'aquest ensenyament.
- El cost inicial també pot ser un inconvenient.
- Es millor la programació de microcontroladors que la programació per PLC.

## Camps d'aplicació
Encara que el camp d'aplicació original d'un PLC va ser el control industrial, actualment, s'està fent servir cada cop més fora de l'àmbit industrial, a causa de:
- L'augment de prestacions
- Facilitat d'ús
- Disminució de la mida
- Abaratiment del preu

Algunes d'aquestes aplicacions són:
- Control d'escales mecàniques d'arrencada gradual automàtica en trepitjar el peu d'escala.
- Control d'ascensors.
- Control de sistemes de climatització
- Domòtica (automàtica aplicada en l'habitatge):
  - Portes de pàrquing
  - Alarmes
  - Sistemes de rec automàtic
  - Pujada i abaixada de persianes
  - Calefacció
  - Sistemes de gestió de l'energia, etc.

### Aplicacions
Encara que originàriament el PLC es va dissenyar per al control de processos industrials, cada cop s'estén més el seu ús fora d'aquest àmbit, a causa del seu abaratiment, la disminució de la seva mida i la facilitat d'ús. Així, a part de la seva extensa aplicació en la indústria al control de processos i màquines, el podem trobar també en aplicacions de domòtica (automatització aplicada a l'habitatge) i en el control de màquines senzilles com escales mecàniques, muntacàrregues, etc.
- Maniobra de màquines.
- Instal·lació d'aire condicionat, calefacció...
- Instal·lacions de seguretat.
- Senyalització i control.
- Revisió de programes.
- Senyalització de l'estat de processos.
- Maquinària industrial de plàstic.
- Maquinària d'embalatges.
- Màquines transfer.